# Fairlawn (Ohio)
Fairlawn é uma cidade localizada no estado norte-americano de Ohio, no Condado de Summit.

## Demografia
Segundo o censo norte-americano de 2000, a sua população era de 7307 habitantes.
Em 2006, foi estimada uma população de 7159, um decréscimo de 148 (-2.0%).

## Geografia
De acordo com o United States Census Bureau tem uma área de
11,5 km², dos quais 11,5 km² cobertos por terra e 0,0 km² cobertos por água.

## Localidades na vizinhança
O diagrama seguinte representa as localidades num raio de 12 km ao redor de Fairlawn.